# Paolo Lucio Anafesto
Paolo Lucio Anafesto (latin Anafestus Paulucius) sägs ha varit den första dogen av Venedig. Han valdes till doge år 697, främst för att koordinera försvaret mot lombarderna och slaverna, men detta finns inte nämnt i någon källa före 1000-talet, så hans existens är diskutabel.